# Niederländische Futsalnationalmannschaft
Die niederländische Futsalnationalmannschaft ist eine repräsentative Auswahl niederländischer Futsalspieler. Die Mannschaft vertritt den niederländischen Fußballverband bei internationalen Begegnungen. Das Team zählte in der Frühphase der Sportart zu den stärksten Mannschaften Europas, mit der Jahrtausendwende rutschte das Team ins Mittelmaß ab.

## Abschneiden bei Turnieren
1982 und 1985 nahm ein niederländisches Team an den Weltmeisterschaften des Futsal-Weltverbandes FIFUSA teil, schied aber jeweils bereits in der Gruppenphase aus. Die FIFA bestimmte die Niederlande 1989 als Austragungsort der ersten Weltmeisterschaft unter Schirmherrschaft der FIFA. Das niederländische Team kam dabei bis ins Finale, in dem man Brasilien mit 1:2 unterlag. Bei den folgenden drei Weltmeisterschaften (1992, 1996, 2000) schied die Auswahl jeweils in der Zwischenrunde aus, 2004, 2008, 2012 und 2016 scheiterte man bereits in der Qualifikation.
Bei der seit 1996 ausgetragenen Futsal-Europameisterschaft erzielte man 1999 mit dem 4. Platz das beste Ergebnis. Seither schied das Team entweder in der Vorrunde aus (2001, 2005, 2014) oder qualifizierte sich erst gar nicht für die EM-Endrunde (2003, 2007, 2010, 2012, 2016). Für die Austragung 2022 war man als Gastgeber automatisch qualifiziert, allerdings ereilte das Team erneut das Aus in der Vorrunde.

### Futsal-Weltmeisterschaft
- 1989 – 2. Platz
- 1992 – Zwischenrunde
- 1996 – Zwischenrunde
- 2000 – Zwischenrunde
- 2004 – nicht qualifiziert
- 2008 – nicht qualifiziert
- 2012 – nicht qualifiziert
- 2016 – nicht qualifiziert
- 2021 – nicht qualifiziert
- 2024 – Achtelfinale

### Futsal-Europameisterschaft
- 1996 – 6. Platz
- 1999 – 4. Platz
- 2001 – Vorrunde
- 2003 – nicht qualifiziert
- 2005 – Vorrunde
- 2007 – nicht qualifiziert
- 2010 – nicht qualifiziert
- 2012 – nicht qualifiziert
- 2014 – Vorrunde
- 2016 – nicht qualifiziert
- 2018 – nicht qualifiziert
- 2022 – Vorrunde